# Centris flavofasciata
Centris flavofasciata är en biart som beskrevs av Heinrich Friese 1900. Centris flavofasciata ingår i släktet Centris och familjen långtungebin. Inga underarter finns listade.